# Cepphis rectilinea
Cepphis rectilinea är en fjärilsart som beskrevs av Embrik Strand 1919. Cepphis rectilinea ingår i släktet Cepphis och familjen mätare. Inga underarter finns listade i Catalogue of Life.